# Luisa Marzotto
Luisa Marzotto (Vicenza, 3 novembre 1967) è un'attrice italiana.

## Biografia
Come attrice teatrale ha recitato per la regia di Antonio Calenda in Maman e poi in Madre Coraggio e i suoi figli (a fianco di Piera Degli Esposti e Gabriele Cirilli).
Successivamente ha recitato in diverse serie tv, in particolare è stata per otto stagioni (dalla terza del 2000 fino alla decima e ultima del 2008) fra i personaggi principali di Incantesimo, soap opera di Rai 1, in cui interpretava il personaggio di Elsa Scotti.
Ancora a teatro, fra il 2012 e il 2013, porta in scena Il Grigio, scritto e portato al successo da Giorgio Gaber, e riadattato al femminile dal regista Roberto Leggio.

## Filmografia parziale

### Cinema
- Vajont, film (2001)

### Televisione
- Incantesimo, soap opera, Rai 1 (2000-2008)
- Ho sposato uno sbirro 2, serie tv, Rai 1 (2010)
- Distretto di Polizia 10, regia di Alberto Ferrari - serie TV, Canale 5, episodio 10x02-10x03-10x04 (2010)
- Don Matteo 8, serie tv, Rai 1 (2011)